# Вологі ліси Ямайки
Вологі ліси Ямайки (ідентифікатор WWF: NT0131) — неотропічний екорегіон тропічних та субтропічних вологих широколистяних лісів, розташований на Ямайці.

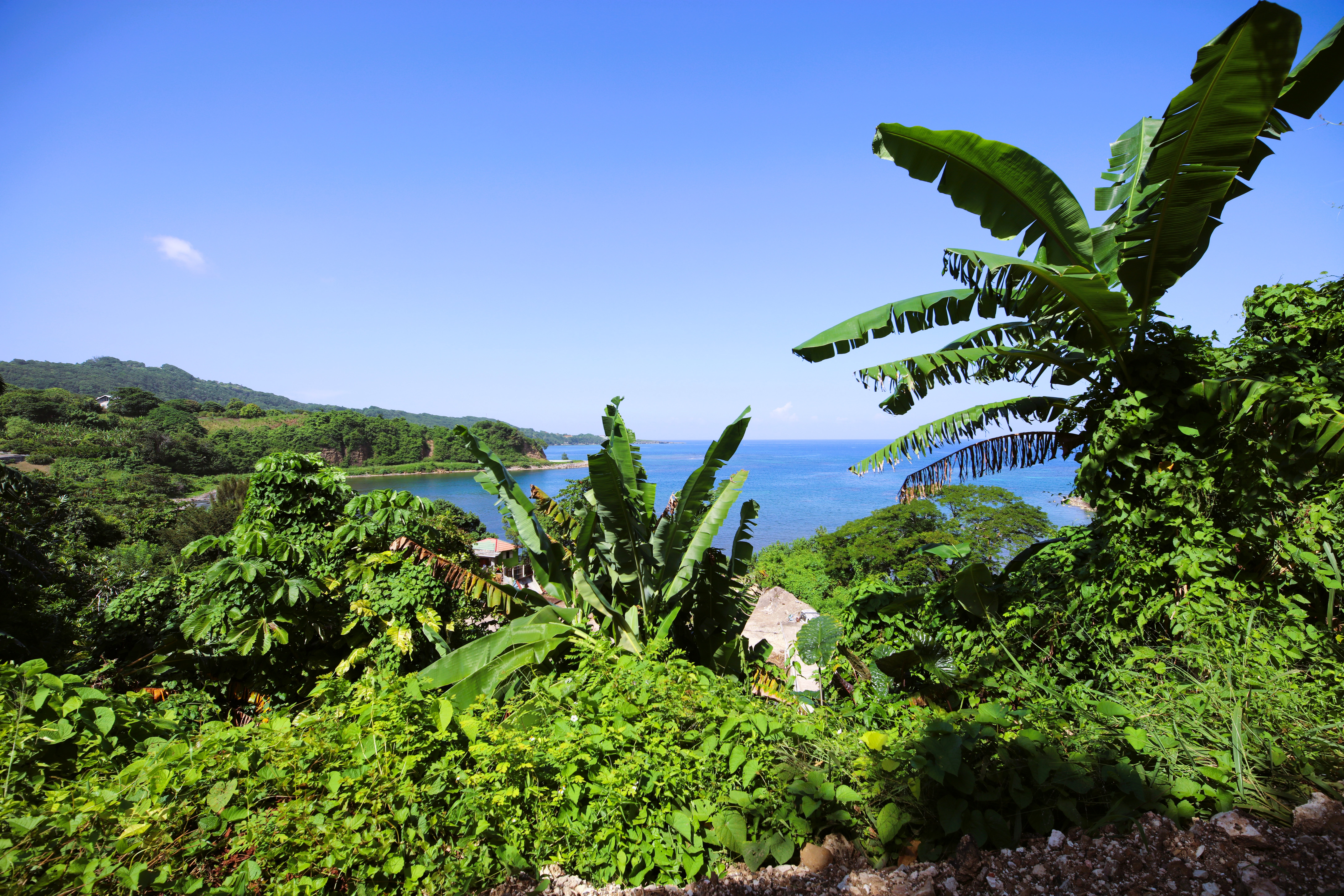
Північне узбережжя Ямайки

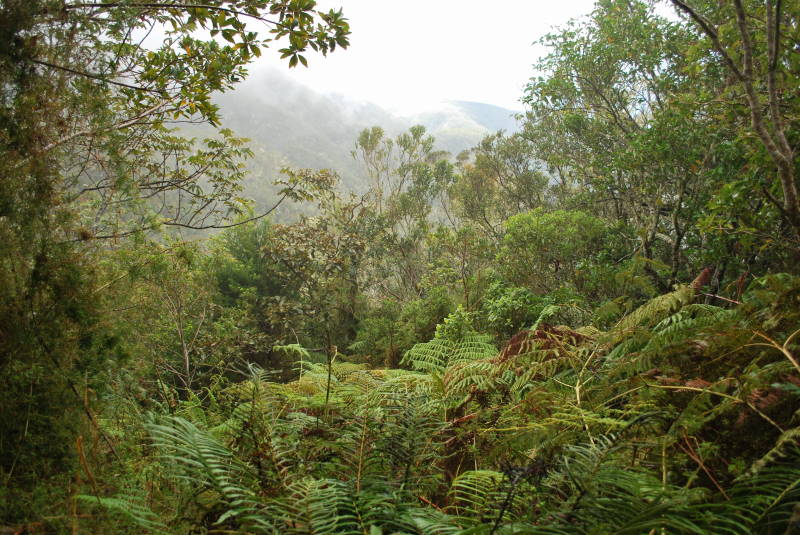
Хмарний ліс в Блакитних горах

## Географія
Екорегіон вологих лісів Ямайки охоплює близько 85 % площі Ямайки, за винятком прибережних низовин, де переважають сухі ліси Ямайки.
Ямайка є третім за величиною островом Карибів, що лежить на південь від Куби та на південний захід від острова Гаїті, і є частиною групи Великих Антильських островів. Довжина острова із заходу на схід становить приблизно 230 км, ширина в центрі — 80 км, а площа — приблизно 11 500 км².
Ямайка піднялася над поверхнею моря в середині міоцену і ніколи не була поєднана з іншою ділянкою суходолу. Вона має переважно гористий рельєф. На сході острова лежать гори Джона Кроу, та Блакитні гори, а на заході і в центрі острова — невисокі гори Країни Кокпіт. Найвищою вершиною острова є Пік Блакитних гір заввишки 2256 м, тоді як гори Джона Кроу підіймаються на висоту 1140 м над рівнем моря.
З геологічної точки зору основу двох третин острова складають вапняки, а решту — магматичні породи, осадові сланці та алювіальні відклади. Гори Джона Кроу переважно складаються з вапняків. В Блакитних горах вапняки здебільшого піддалися ерозії, оголивши сланці, магматичні та метаморфічні породи. Серед вапнякових пагорбів Країни Кокпіт зустрічається безліч воронок, долин, печер, каверн та інших карстових форм рельєфу.

## Клімат
На більшій частині екорегіону переважає екваторіальний клімат (Af за класифікацією кліматів Кеппена), а у високогір'ях гір Джона Кроу — високогірний субтропічний клімат (Cfb за класифікацією кліматів Кеппена). Середньорічна кількість опадів тут коливається від 750 мм до понад 7000 мм, збільшуючись з висотою. З червня по листопад на Ямайці часто трапляються тропічні циклони.

## Флора
В межах екорегіону зустрічаються різні рослинні угруповання, зокрема вапнякові ліси та сланцеві ліси, а також алювіальні і заболочені ліси, поширені в низовинах. Їх розподіл залежить від типу ґрунтів, кількості опадів та висоти над рівнем моря. Нижнє болото, розташоване у нижній течії річки Блек на південно-західному узбережжі острова, є найбільшим водно-болотним угіддям Ямайки. Тут зустрічаються ділянки відкритих боліт, торф'яників, прісноводних заболочених лісів та прибережних мангрових лісів.
В межах екорегіону знаходяться два важливі центри флористичного різноманіття загальною площею 700 км², один з яких розташований в Блакитних горах та горах Джона Кроу, а другий — в Країні Кокпіт. Вапнякова лісова флора Блакитних гір і гір Джона Кроу включає понад 600 видів квіткових рослин. Тут зростає близько 275 видів судинних рослин, які є ендеміками Ямайки. Близько 87 видів судинних рослин або 33 % ендемічної флори судинних рослин Ямайки є ендеміками Блакитних гір та гір Джона Кроу.
В Країні Кокпіт поширені різні типи лісів, зокрема вічнозелені сезонні ліси, мезофільні вапнякові ліси та деградовані ліси. Значна частина лісів у долинах регіону була знищена та перетворена на луки і сільськогосподарські угіддя. За оцінками, в Країні Кокпіт зростає 1500 видів судинних рослин, з яких 400 видів є ендеміками для Ямайки. 100 видів квіткових рослин та один вид папоротей зустрічаються виключно в Країні Кокпіт. Найбільше ендеміків екорегіону належать до родин Маренові (Rubiaceae; 11 видів), Айстрові (Asteraceae; 9 видів), Геснерієві (Gesneriaceae; 8 видів), Молочаєві (Euphorbiaceae; 7 видів), Зозулинцеві (Orchidaceae; 7 видів) та Миртові (Myrtaceae; 6 видів). Флористичні дослідження показали, що на кожному вапняковому пагорбі можуть рости різні рослини, деякі з яких можуть бути ендеміками лише одного пагорба.
Ямайка посідає п'яте місце серед островів світу за рівнем флористичного ендемізму. Серед 3003 видів квіткових рослин, зареєстрованих на Ямайці, 830 видів або 28 % є ендеміками, а серед 579 видів папоротей — 82 види або 14 %. Особливо ендемізм виражений серед родин Бромелієві (Bromeliaceae) та Зозулинцеві (Orchidaceae). 31 % представників цих родин, поширених на Ямайці, є ендеміками.

## Фауна
На Ямайці гніздиться близько 115 видів птахів, однак взимку на острові зустрічається майже вдвічі більше видів через прибуття мігрантів з Північної Америки. Серед поширених в екорегіоні птахів слід відзначити антильського голуба (Patagioenas inornata), кубинського свистача (Dendrocygna arborea), ямайського поту (Nyctibius jamaicensis), американського боривітра (Falco sparverius), білогорлого колібрі-бджолу (Mellisuga minima), ямайського аратингу (Eupsittula nana), темноголового тирана (Tyrannus caudifasciatus), антильську еленію (Elaenia fallax), острівного копетона (Myiarchus stolidus), чорновусого віреона (Vireo altiloquus), антильського щурика (Progne dominicensis), рудогорлого солітаріо (Myadestes genibarbis), антильського гракла (Quiscalus niger), чорноволого потроста (Melanospiza bicolor), велику вівсянку-снігурця (Melopyrrha violacea) та церебу (Coereba flaveola).
Ендеміками Ямайки є 30 видів птахів, що більше, ніж на будь-якому іншому карибському острові. Багато ендеміків зустрічаються по всьому острову, як у вологих, так і в сухих тропічних лісах. Серед таких видів слід відзначити ямайського тако (Coccyzus vetula), ямайського колібрі-манго (Anthracothorax mango), вимпелохвостого колібрі (Trochilus polytmus), ямайську сову (Asio grammicus), зеленого тоді (Todus todus), ямайську гілу (Melanerpes radiolatus), ямайського тиранця (Myiopagis cotta), ямайського копетона (Myiarchus barbirostris), рудохвостого копетона (Myiarchus validus), ямайського віреона (Vireo modestus), ямайську ворону (Corvus jamaicensis), ямайського дрозда (Turdus aurantius), ямайську гутураму (Euphonia jamaica) та ямайчика (Loxipasser anoxanthus).
Деякі ендемічні види птахів, зокрема ямайські голуби (Patagioenas caribaea), чубаті голубки (Geotrygon versicolor), ямайські піаї (Coccyzus pluvialis), чорнодзьобі колібрі (Trochilus scitulus), ямайські амазони (Amazona agilis), жовтоволі амазони (Amazona collaria), чорні бекарди (Pachyramphus niger), ямайські піві (Contopus pallidus), гірські віреони (Vireo osburni), білоокі дрозди (Turdus jamaicensis), ямайські танагри (Spindalis nigricephala), ямайські трупіали (Nesopsar nigerrimus), ямайські пісняри-лісовики (Setophaga pharetra) та ямайські вівсянки (Euneornis campestris), зустрічаються виключно у вологих тропічних лісах екорегіону, переважно в гірських районах. Крім того, ендеміками екорегіону раніше були карибські тайфунники (Pterodroma caribbaea) — морські птахи, які до кінця XIX століття у великій кількості гніздилися в горах на сході Ямайки, однак наразі, ймовірно, вимерли.
Більшість ссавців, поширених на Ямайці, — це рукокрилі, зокрема ямайські плодоїди (Artibeus jamaicensis), а також ендемічні ямайські листоноси (Ariteus flavescens), ямайські квіткові листоноси (Phyllonycteris aphylla) та ямайські волохатохвости (Lasiurus degelidus). Єдиними місцевими наземними ссавцями, поширеними на острові, є дуже рідкісні ямайські хутії (Geocapromys brownii), які зустрічаються переважно в гірських лісах на сході Ямайки.
Екорегіон є домом для 62 видів ящірок і змій. Серед ендемічних плазунів, які зустрічаються лише у вологих лісах Ямайки, слід відзначити малого кокпітського гекона (Sphaerodactylus semasiops) та блю-маунтінського аноліса (Anolis reconditus), а серед земноводних — ямайську листкову жабу (Eleutherodactylus jamaicensis) та ямайську бліду жабу (Eleutherodactylus grabhami).
У вологих лісах екорегіону мешкає багато комах, зокрема ендемічні ямайські ластівкохвости (Eurytides marcellinus) та ямайські косатці (Papilio homerus), найбільші метелики Америки. На Ямайці зустрічається 562 види наземних равликів та слимаків, з яких 505 видів, або 90 % від загальної кількості, є ендеміками острова. Більшість равликів та слимаків мешкають у вологих лісах Ямайки.

## Збереження
Основними загрозами для збереження природи регіону є вирубка лісів та перетворення їх на сільськогосподарські угіддя, видобування корисних копалин, зокрема бокситів, а також ерозія ґрунтів, полювання та поширення інтродукованих видів рослин і тварин. Хижі малі мангусти (Urva auropunctata) були завезені на Ямайку у 1872 році для боротьби з гризунами, однак їх поява в регіоні призвела до скорочення популяції низки видів місцевих тварин, особливо плазунів та амфібій.
Оцінка 2017 року показала, що 1131 км², або 14 % екорегіону, є заповідними територіями. Природоохоронні території включають: Національний парк Блакитних гір та гір Джона Кроу, Лісовий заповідник Країни Кокпіт, Лісовий заповідник Лічфілд-Матесон-Ран та Лісовий заповідник Стефні-Джонс-Вейл. У 2015 році Національний парк Блакитних гір та гір Джона Кроу був внесений до списку Світової спадщини ЮНЕСКО.